# Lucidus ordo
La locuzione latina Lucidus ordo, tradotta letteralmente, significa ordine limpido e chiaro. (Orazio, Ars poet., 41).
Il poeta elenca questa dote fra quelle essenziali ad uno scrittore, e spiega in che cosa consista quest'ordine: conoscere quali parti nella trattazione vanno prima, quali dopo; che cosa si deve omettere e che cosa trattare più a lungo e l'uso genuino delle parole.

La frase si cita genericamente per richiamare all'ordine.